# Gabbiella balovalensis
Gabbiella balovalensis é uma espécie de gastrópode  da família Bithyniidae.
Pode ser encontrada nos seguintes países: Malawi e Zâmbia.
Os seus habitats naturais são: lagos de água doce.